# Aulus Caecina Paetus

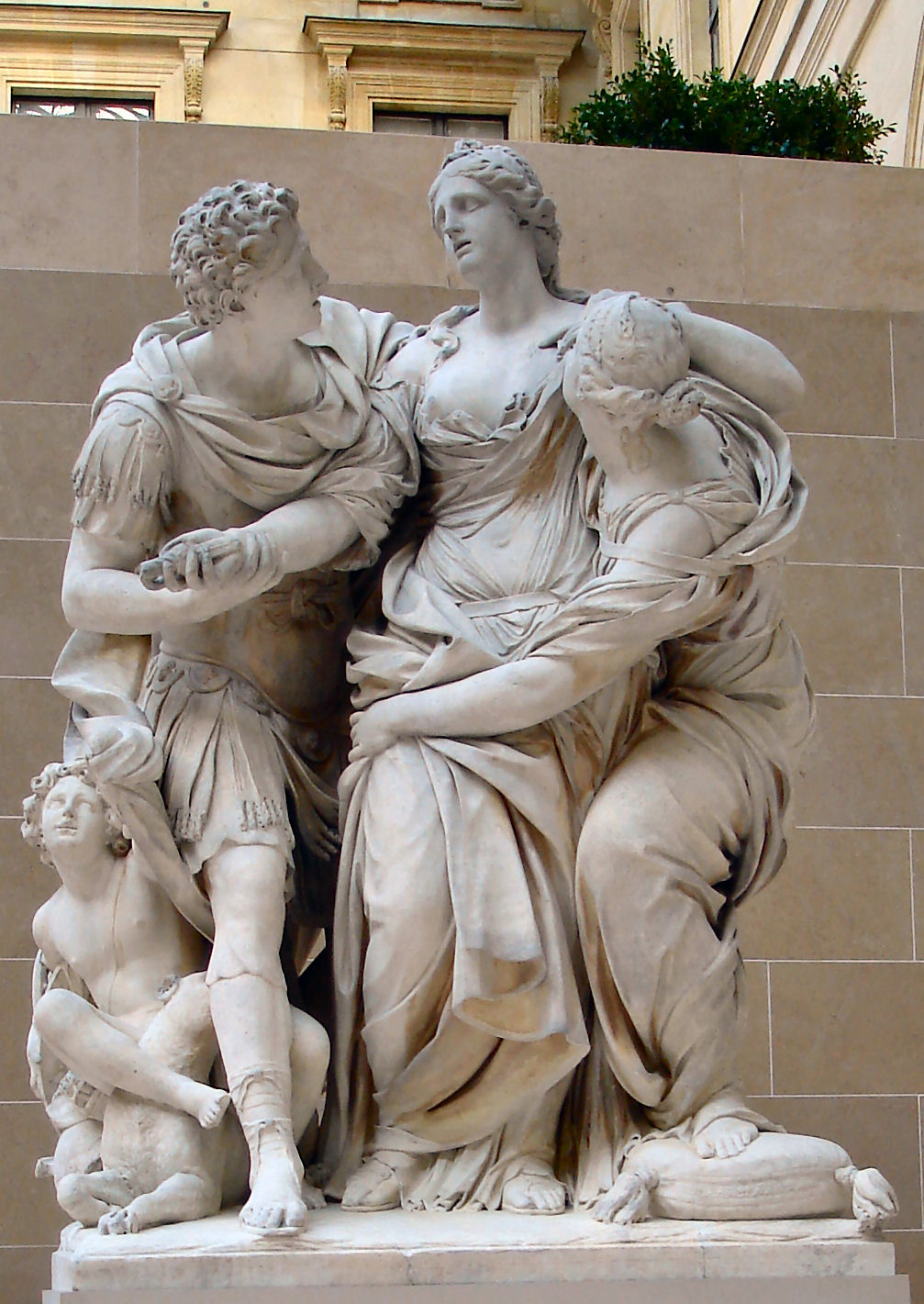
Arria et Pætus (Skulptur von Pierre Lepautre und Jean-Baptiste Théodon, um 1690)

Aulus Caecina Paetus († 42 n. Chr.) war ein römischer Politiker und Senator.
Caecina Paetus bekleidete im Jahr 37 den Suffektkonsulat.
Im Jahr 42 nahm Caecina Paetus an der Verschwörung des Scribonianus gegen Kaiser Claudius teil und wurde dafür zum Tode verurteilt. Seine Frau Arria wollte ihm dadurch Mut machen, dass sie sich selbst den Dolch in die Brust stieß; „Paete, non dolet“ („Paetus, es schmerzt nicht.“).
Ein Sohn starb vor ihm, ein weiterer Sohn, Gaius Laecanius Bassus Caecina Paetus, wurde von Gaius Laecanius Bassus adoptiert und war im Jahr 70 Suffektkonsul. Die Tochter des Caecina Paetus, Caecina Arria, war mit Publius Clodius Thrasea Paetus verheiratet.